# Александрова Коса
Александрова Коса — село у складі Новобезсергенівського сільського поселення Неклинівського району Ростовської області.
Населення — 926 осіб (2010 рік).

## Географія
Розташована на захід від Таганрогу на Міуському півосторів на узбережжі Азовського моря.

### Вулиці
| - вул. 1 Травня, - вул. 22 Партз'їзду, - вул. 23 Партз'їзду, - вул. 8 Березня, - вул. Іванівська, - вул. Набережна, | - вул. Жовтнева, - вул. Першотравнева, - вул. Смирнова, - вул. Транспортна, - вул. Квіткова - пр. 8 Березня. |